# Haughton (Nottinghamshire)
Haughton – osada w Anglii, w hrabstwie Nottinghamshire, w dystrykcie Bassetlaw. Leży 35 km na północ od miasta Nottingham i 202 km na północ od Londynu.